# محمد بن أبي الجهم العدوي
مُحَمد بن أبي الجهم بن حذيفة بن غانم بن عامر العدوي القرشي (ت 63 هـ / 683م) من التابعين من سادات أهل المدينة وهو ابن الصحابي أبو جهم بن حذيفة قال ابن سعد: «كان مُحَمد بن أبي الجهم العدوي أحد الرؤوس يوم الحرة وقُتَل يومئذٍ في ذي الحجة سنة ثلاثٍ وستين». وأمه هي خولة بنت القعقاع بن معبد التميمية.